# خوان كارلوس زاراغوزا
خوان كارلوس زاراغوزا (بالإسبانية: Juan Carlos Zaragoza)‏ هو لاعب كرة قدم مكسيكي، ولد في 13 يناير 1984 في إيرابواتو في المكسيك. لعب مع أتلانتي إف سي وكلوب ليون.